# Prioniturus luconensis
Prioniturus luconensis là một loài vẹt trong họ Psittacidae.